# Joyce
Joyce – jednostka osadnicza w Stanach Zjednoczonych, w stanie Luizjana, w parafii Winn.